# Two Thumbs Up
Two Thumbs Up ist ein Best-of-Album von Tab Two, das die Hits der vorangegangenen acht Alben auf drei CDs zusammenfasst. Es erschien im Jahr 2012 bei 36music und enthält 25 remasterte Stücke und zehn Bonustitel, inklusive des neuen Stücks The Patient.

## Geschichte
Das Album Two Thumbs Up stellt eine Besonderheit dar, weil Tab Two sich bereits zwölf Jahre zuvor im Jahr 2000 trennten. Das neue Album wurde veröffentlicht, als sich die Band für einige Live-Auftritte neu formierte.

## Rezeption
Two Thumbs Up erreichte im Juni 2012 Platz 21 der deutschen Jazzcharts. Das Album war Anfang Mai 2012 „CD der Woche“ bei WDR 3.
Bei jazzthing.de heißt es:

„Die Fundstücke wie auch die bekannten Lieder präsentieren mit ihrer Mischung aus pfiffig eingesetzter Elektronik, cluberprobten Rhythmen, smartem Rap-Gesang und weichen Trompetenlinien unterhaltsame Musik mit Freak-Appeal, die über die Jahre erfreulich zeitlos geblieben, nein, eigentlich besser geworden ist. Warum also nicht mutmaßen, dass da womöglich doch noch einmal mehr draus wird.“

Das Album erhielt bereits vor dem Erscheinen ungewöhnliche Aufmerksamkeit. Ein Mitarbeiter von Der Spiegel hatte ein Promo-Exemplar zehn Wochen vor dem Veröffentlichungstermin bei dem englischen Ableger von Amazon.com zum Verkauf angeboten. Die Band wandte sich in einem offenen Brief an die Redaktion, andere Zeitungen und Radiosender griffen das Thema auf, und es wurden zwei Wochen lang Diskussionen im Internet geführt. Schließlich kam es zu einer öffentlichen Entschuldigung seitens der zuständigen Redaktion.

## Titelliste
CD 1
1. No Flagman Ahead 1995 - 5:19
2. Let It Flow 1996 - 4:02
3. Reconcile 1999 - 5:26
4. (There's) Not A Lot 1995 - 5:20
5. Four Miles To Ulm 1991 - 5:27
6. My Horn 1992 - 5:51
7. Whatchagonnado 1995 - 4:36
8. Between Us 1999 - 3:47
9. Heaven's Too High 1999 - 4:19
10. Sad News 1996 - 6:34
11. Spot Of Choice 1996 - 4:42
12. 20th Century Party Waste 1996 - 5:21
13. Enimo Mine 1991 - 4:29

CD 2
1. Belle Affaire 1996 - 5:09
2. Vraiment Paris 1995 - 4:48
3. No Way No War 1999 - 6:18
4. Wanna Lay 1995 - 5:53
5. Think Tank 1996 - 3:55
6. Hip Jazz 1993 - 3:54
7. Lieblingslied 1997 - 5:07
8. This Beat Goes Boom 1993 - 4:51
9. Club Mambo 1996 - 3:20
10. Out-O-Fear 1993 - 4:55
11. On & On 1992 - 5:42
12. Mind Movie 1991 - 6:07

CD 3
1. The Patient 2011 - 5:56
2. No Flagman Ahead S.I.N. edit 1995 - 4:57
3. Let It Flow II 1996 - 5:20
4. Belle Affaire Trüby/TT edit 1996 - 5:27
5. Vraiment Paris TT edit 1995 - 4:52
6. Rot Und Rund 1997 - 4:32
7. Get There II And.Ypsilon remix 1998 - 3:33
8. This Beat Goes Boom TT edit 1993 - 3:28
9. Swingbridge TT edit 1995 - 4:24
10. Schubertplatz TT edit 1995 - 5:57